# Panaxia rubroteberdina
Panaxia rubroteberdina är en fjärilsart som beskrevs av Kettlewell 1943. Panaxia rubroteberdina ingår i släktet Panaxia och familjen björnspinnare. Inga underarter finns listade i Catalogue of Life.